# Walter Burkert
Walter Burkert (Neuendettelsau, Bavarska, 2. veljače 1931.), njemački filolog, povjesničar i filozof.

## Životopis
Rođen u Neuendettelsau, Bavarska, 2. veljače 1931. Studirao je filologiju, povijest i filozofiju na Sveučilištu u Erlangenu i Sveučilištu u Münchenu, gdje je i doktorirao 1955. Tamo je bio asistent 1957. – 1961., a kao predavač 1961. – 1965. Godinu dana proveo je na Center for Hellenic Studies u Washingtonu, DC, prije nego što je postao profesor klasične filologije na Tehničkom sveučilištu u Berlinu u 1966. U 1969. je postao profesor klasične filologije na Sveučilištu u Zürichu, gdje je ostao do umirovljenja 1996. godine. Djela: Homo necans i dr.